# بخش‌آباد (کوهرنگ)
بخش‌آباد (کوهرنگ) یکی از قدیمی ترین روستاهای بخش مرکزی شهرستان کوهرنگ در استان چهارمحال بختیاری از کشور ایران است.

## جمعیت
این روستا در دهستان دشت زرین قرار دارد و براساس سرشماری مرکز آمار ایران در سال ۱۳۸۵، جمعیت آن ۱۶۰ نفر (۳۳خانوار) بوده‌است.